# ECHELON

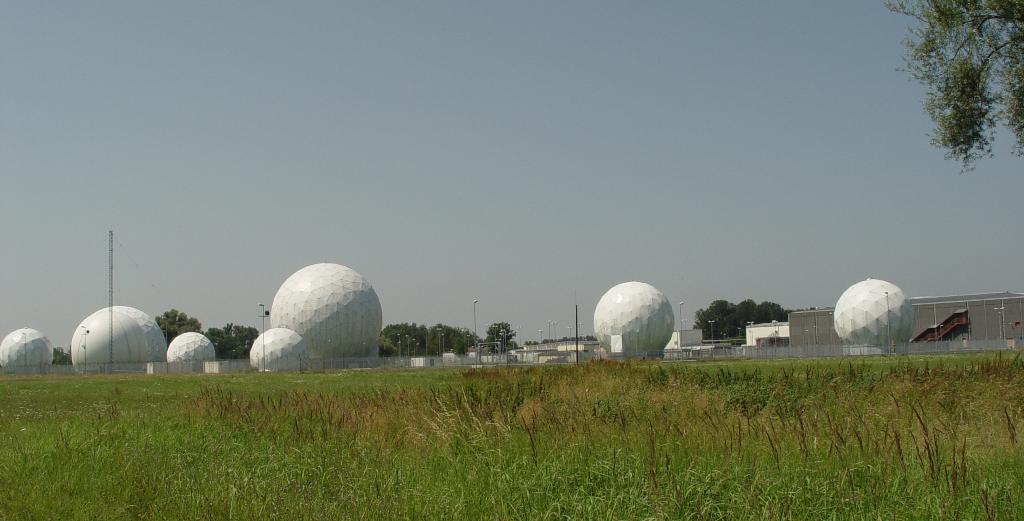
Станция «Эшелона» в Бад-Айблинге (Германия)

ECHELON («Эшелон») — общепринятое название глобальной системы радиоэлектронной разведки, работающей в рамках соглашения о радиотехнической и разведывательной безопасности Великобритания — США (Австралия, Канада, Новая Зеландия, Великобритания, Соединенные Штаты Америки; также известного под названиями UKUSA Agreement, AUSCANNZUKUS или Five Eyes).
Система упоминалась в большом количестве открытых источников. В своем докладе, опубликованном в 2001 году, Европейский парламент упоминает, что название «Эшелон» используется в разных контекстах, но имеется ряд свидетельств, указывающих на то, что это название системы радиоэлектронной разведки. В докладе заключается, что на основе представленной информации «Эшелон» имеет возможность перехвата и анализа телефонных переговоров, факсов, электронных писем и других информационных потоков по всему миру путём подключения к каналам связи, таким как спутниковая связь, телефонная сеть общего пользования, СВЧ-соединения.

## Название
Согласно Временному комитету по разведывательной системе «Эшелон» Европейского парламента: «Ввиду свидетельств и документационных закономерностей, поступивших от широкого круга лиц и организаций, включая американские источники, её название действительно „Эшелон“, хотя это относительно незначительная деталь».
Маргарет Нишем утверждает, что она работала над конфигурацией и установкой части программного обеспечения в качестве работника фирмы Lockheed Martin в период с 1974 по 1984, в США и Великобритании. По её словам, в то время кодовое название «Эшелон» носила сама компьютерная сеть. В фирме Lockheed Martin её называли Р415. Программное обеспечение называлось SILKWORTH и SIRE.

## История
Официальная история «Эшелона» начинается в 1947 году, когда между США и Великобританией было заключено секретное соглашение «UKUS SIGINT», по которому эти страны объединяли свои технические и человеческие ресурсы в сфере глобального электронного шпионажа. Базой для «Эшелона» послужили мощные подразделения технической разведки, созданные в годы Второй мировой войны спецслужбами США и Великобритании. Именно они приступили к созданию всемирной системы прослушивания. Обязанности участников альянса были чётко оговорены в «UKUSA Agreement». Чуть позже к США и Великобритании присоединились Канада, Австралия и Новая Зеландия. Руководители радиоразведок стран «пятерки» ежегодно собирались вместе, чтобы обсудить вопросы планирования и координации деятельности по направлениям глобальной разведки. Затем к альянсу присоединился ряд стран НАТО, в том числе Норвегия, Дания, ФРГ и Турция.

## Структура
Согласно UKUSA Agreement, к «Эшелону» имеют непосредственное отношение следующие организации:
- Агентство национальной безопасности (NSA) — США;
- Управление радиотехнической обороны (DSD) — Австралия;
- Центр правительственной связи (GCHQ) — Великобритания;
- Служба безопасности правительственных коммуникаций (GCSB) — Новая Зеландия;
- Центр безопасности коммуникаций (CSEC) — Канада.

Кроме того, «Эшелон» использует технологическую инфраструктуру ряда других стран.

## Инфраструктура
Согласно отчету Европейского парламента, следующие наземные станции, наиболее вероятно, имеют отношение к системе «Эшелон»:
- Гонконг, Китай (в настоящее время закрыта)
- Geraldton, Западная Австралия
- Menwith Hill, Йоркшир, Великобритания
- Мисава, Япония
- GCHQ Bude, Корнуолл, Великобритания
- Pine Gap, Северная Территория, Австралия
- Sugar Grove, Западная Вирджиния, США
- Yakima Training Center, США, штат Вашингтон
- GCSB Waihopai, Новая Зеландия.

Кроме того, в этом отчете упомянут ряд других станций, причастность к системе которых «явно установить не удалось»:
- Ayios Nikolaos (Кипр, база Великобритании)
- Bad Aibling Station (база США в Германии, в 2004 году перемещена в Грисхейм, 7 км к западу от Дармштадта)
- Buckley Air Force Base (база ВВС США, штат Колорадо)
- Fort Gordon (Джорджия, США)
- Gander (Канада, провинция Ньюфаунленд и Лабрадор)
- Guam (база США в Тихом океане)
- Kunia (Гавайские острова, США)
- Leitrim (Канада, провинция Онтарио)
- Lackland Air Force Base, Medina Annex (Сан-Антонио, Техас, США).

## Возможности
Методы радиоэлектронной разведки напрямую зависят от используемых способов передачи информации, будь то радио, спутниковая связь, СВЧ-излучение, сотовая связь, оптоволоконные соединения или другие.
В 1950-е годы и во время Второй мировой войны высокочастотные волны широко использовались для передачи информации в военных и дипломатических целях, и могли быть перехвачены на значительных расстояниях. Появление в 1960-х годах геостационарных спутников связи предоставило новые возможности для перехвата международных коммуникаций. Доклад Европейского парламента 2001 года гласит: «Если государства, входящие в соглашение о радиотехнической и разведывательной безопасности Великобритания — США, введут в работу станции перехвата в соответствующих регионах Земли, то, в принципе, они смогут перехватить весь трафик, проходящий через подобные спутники (подразумеваются геостационарные спутники связи)».
Так или иначе, технология использования спутников в направленной передаче голоса и другой информации в последние годы почти полностью вытеснена оптоволоконными технологиями передачи информации. Так, в 2006 году 99 % мировых междугородных телефонных звонков и интернет-трафика были проведены посредством оптоволоконной связи. Часть международных коммуникаций, приходящихся на спутниковую связь, значительно уменьшилась, даже в наименее развитых странах спутниковая связь используется, по большей части, в широковещательных приложениях, таких как спутниковое телевидение.
Таким образом, большинство коммуникаций не может быть перехвачено наземными спутниковыми станциями, и единственной возможностью остается подключение к кабелям и перехват СВЧ-сигналов в прямой видимости, что можно проделать лишь в ограниченной степени.
Одним из методов перехвата информации может быть установка оборудования в непосредственной близости от маршрутизаторов крупных оптоволоконных магистралей, так как большая часть интернет-трафика проходит через них, а их количество относительно мало. Есть подробная информация о подобной точке перехвата в США под названием «Помещение 641A» (Room 641A) и косвенная о примерно 10-20 подобных. В прежние годы большая часть интернет-трафика проходила через сети в США и Великобритании, но нынешняя ситуация выглядит иначе, например, ещё в 2000 году внутренний трафик Германии на 95 % проходил через точку обмена интернет-трафиком DE-CIX во Франкфурте. Комплексная сеть перехвата информации возможна, если конфиденциально внедрить специальное оборудование на территорию других стран либо сотрудничать с местными разведслужбами. В подтверждение подобной возможности доклад Европейского парламента 2001 года указывает на то, что прослушивание и перехват телефонных разговоров и других информационных потоков производится не только разведслужбами стран соглашения UKUSA.
Большинство информации по «Эшелону» сфокусировано на перехвате спутниковых коммуникаций, но тем не менее выступления в Европейском парламенте показали, что имеют место отдельные, но подобные системы стран соглашения UKUSA, созданные для мониторинга информации проходящей через подводные межконтинентальные кабели, СВЧ-линии связи и другие средства передачи информации.

## Общественный резонанс
Некоторые критики обвиняют систему в том, что она занимается не только поиском и выявлением террористических баз, маршрутов наркотрафика и политическо-дипломатической разведки, что было бы естественно, но и применяется для крупномасштабных коммерческих краж, международного коммерческого шпионажа и вторжения в частную жизнь. Так, например, британский журналист Дункан Кэмпбелл и его новозеландский коллега Ники Хагер обращали внимание общественности на то, что в 1990-х годах система «Эшелон» была задействована в промышленном шпионаже значительно больше, чем в военных и дипломатических целях. Примеры, приведенные журналистами, включали в себя технологии ветровых турбин, разработанных германской фирмой Enercon, и технологии распознавания речи, принадлежащих бельгийской компании Lernout&Hauspie.
В статье американской газеты Baltimore Sun сообщается, что в 1994 году компания Airbus потеряла контракт на 6 миллиардов $ с Саудовской Аравией после того, как Агентство национальной безопасности США объявило, что управляющие компании Airbus подкупили чиновников Саудовской Аравии в целях успешного сопровождения контракта.
В 2001 году Временный комитет по разведывательной системе «Эшелон» сообщил Европарламенту о том, что жители стран европейского содружества используют криптографию с целью защитить приватность частной информации от экономического шпионажа, проводимого разведслужбами США при использовании системы «Эшелон».

## В произведениях искусства
- «Враг государства»
- «На крючке»
- «Идентификация Борна»
- «Ультиматум Борна»
- «Подарок» (Echelon Conspiracy)
- «Шпионка» (телесериал)
- «Прослушка» (США, 2006)
- «Побег» (телесериал)
- «В поле зрения», так же в русском переводе известный как «Подозреваемый» (Person of Interest) (телесериал, 2011—2016)
- «Мародер» (Книга Беркема аль Атоми)

Аниме и манга
- Кровавый понедельник
- Steins;Gate (визуальная новелла)

Компьютерные игры
- Deus Ex
- Splinter Cell
- The Moment of Silence